# Stetten (Adelsgeschlecht)

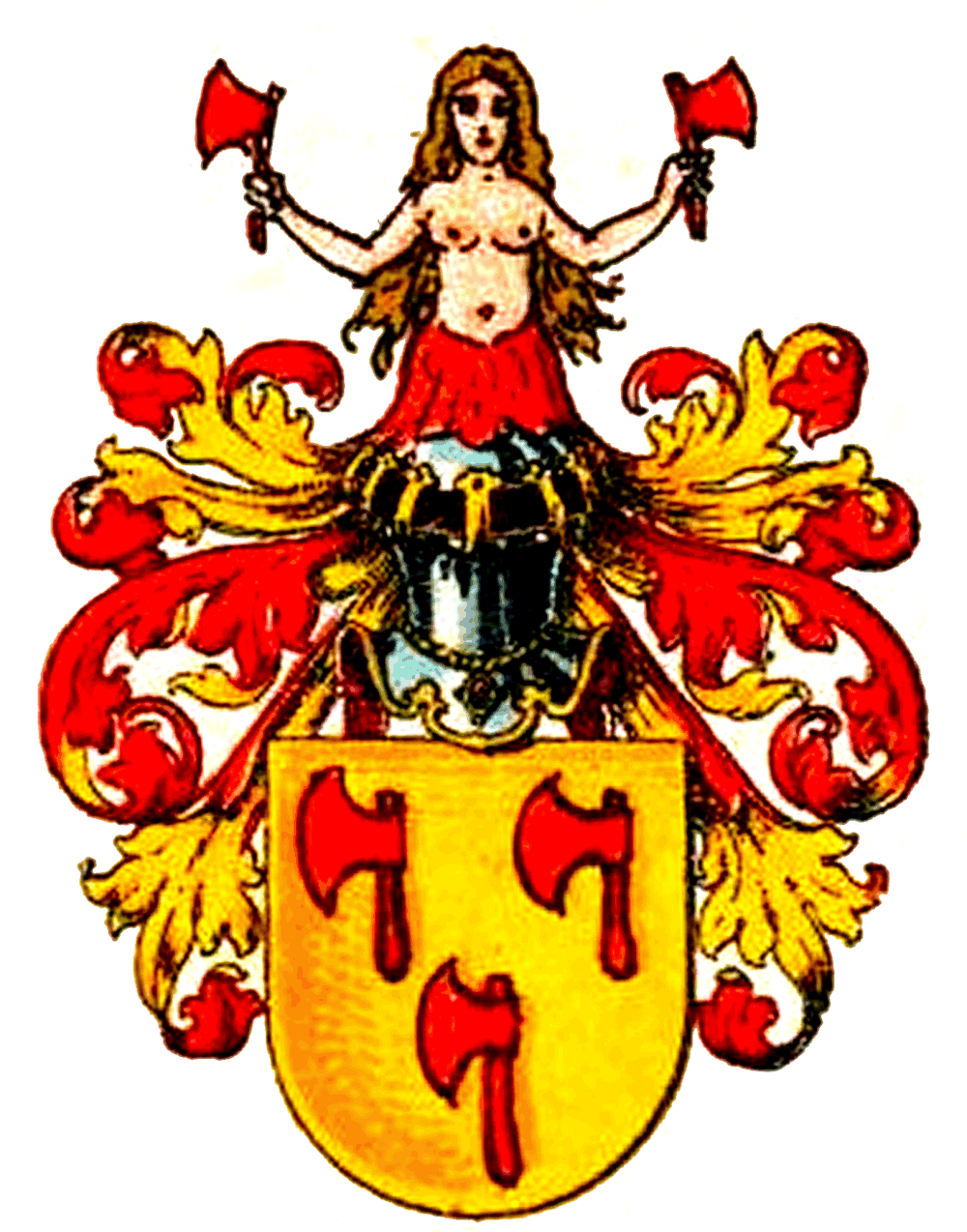
Wappen derer von Stetten

Stetten ist der Name eines alten fränkischen Adelsgeschlechts lutherischer Konfession.

## Geschichte
Schon 1098 werden die Herren von Stetten in den Urkunden des Ritterstiftes Comburg am Kocher Komburg als Zeugen vielfach genannt. So Adelrich, Heinrich und Adelhalm von Stetten, und 1101 Walto, Arn und Gumbert von Buchenbach. Da sich Nachnamen erst nach und nach im 11. Jahrhundert entwickelten ist es schwierig genau zu sagen wer von wem abstammt. Eine Zuordnung ist daher lediglich über die Vornamen und Zeugenreihen möglich. Schäfer vermutet eine Abstammung oder Dienstbarkeit von den Reginbodonen bzw. eine Stammesverwandtschaft zu den Püssensheimern und führt diese anhand des seltenen Vornamens Gebeno zurück. Ein Gebino von Uffenheim erscheint urkundlich mit diesem Nachnamen 1108, ist wohl aber bereits 1090 als Zeuge, obgleich nicht exakt mit diesem Namen, sondern als „Gebezo“ am Ende der Zeugenreihe in der Stiftungsurkunde des Klosters Comburg durch Burchard von Comburg aufgeführt. Wohl dessen Bruder finden wir in einer Urkunde aus dem Jahr 1103. Darin wird deutlich, dass die Buchenbacher von den Uffenheimern abstammen. Es heißt dort „Burckart de Vffenheim et duo filii eius Heinrich et Gumprecht de Buchenbach“ – Burckard von Uffenheim und dessen beiden Söhne Heinrich und Gumprecht von Buchenbach. Der erwähnte Adelhalm war mit Burgswind verheiratet. Die Ehe blieb jedoch kinderlos. Der Vorname Adelhalm kommt auch bei den Püssensheimern vor. 1136 werden die Brüder Konrad von Püssensheim (Buzinishem – später auch Prosselsheim), Adelhalm und Iring genannt. Letzterer benannte sich ab 1152 nach seiner Burg Zabelstein. Die Freiherrenwürde der Buchenbacher ist aus verschiedenen Kaiserlichen Urkunden und Lehensbriefen erweislich. Im Jahre 1140 wird das Schloss Kocherstetten unter Siegfried Zürch de Steten erbaut. Dieser gehörte wahrscheinlich schon dem Geschlecht an, da der Vorname „Zürch“ noch lange Zeit von Angehörigen der Familie getragen wurde. Wolfgang, 1253 als Sohn Zürchs genannt, erwirbt die Burg Gabelstein. 1319 sitzt Gernot der Alte von Stetten im Ort. Berthold von Stetten erwirbt 1336 das Schloss und Dorf Buchenbach, welches sich auch heute noch in den Händen der Familie befindet. Zu dieser Zeit beginnt auch die sichere Stammreihe.
Seit der Organisation der Reichsritterschaft gehörten die von Stetten dem Kanton Odenwald an. Die Güter Schloss Stetten und Burg Buchenbach bildeten von jeher das gemeinsame Stammgut, nur schrieb ein vom 13. bis 14. Jahrhundert blühender Zweig sich auch „Buchener von Stetten“. 1387 erwarb das Geschlecht die nahe am Stammsitz und strategisch günstig gelegene Satellitenburg Burg Tierberg, erweiterte die Anlagen und nutzte sie auch als Jagdschloss. 1474 verlangten die Nachfahren des damaligen Verkäufers aus dem Hause Hohenlohe-Langenburg die vertraglich zugesicherte Rückgabe der Burg für den alten Preis. Die Herren von Stetten verlangten jedoch eine Entschädigung für die ihnen entstandenen Baukosten und wurden daraufhin 1475 von bewaffneten Truppen des gegnerischen Lagers aus Burg Tierberg vertrieben. In den darauffolgenden zwei Jahrzehnten führten die beiden Familien dann einen verlustreichen Fehdekrieg. 1488 gelang dem Adelshaus Hohenlohe-Langenburg sogar eine teilweise Eroberung des Stammsitzes der Stettens, Schloss Stetten. Da sich beide Geschlechter zwischenzeitlich auch mächtigere Verbündete gesucht hatten, entwickelte sich die Fehde am Ende zu einem Verfassungsstreit zwischen Kaiser und Reichsfürsten um die Macht im Heiligen Römischen Reich. Der Konflikt, der erst 1495 beigelegt wurde, ging als Tierberger Fehde in die Geschichte ein und gilt bis heute als einer der Gründe für die Reichsreform. Nach 1475 verblieb die Burg dann für fünfhundert Jahre im Besitz des später gefürsteten Hauses Hohenlohe-Langenburg.
Mitte des 17. Jahrhunderts vereinigten sich sämtliche Familiengüter unter Wolfgang Eberhard von Stetten († 1644). Dazu gehörte im Großherzogtum Baden ein Anteil an Sachsenflur, Ober- und Unterschüpf und Uiffingen im Amte Borberg sowie im Königreich Württemberg ein Anteil an Schloss Stetten, Hall, Gerabronn und Öhringen. Die drei Söhne Eberhards von Stetten verteilten die Güter durchs Los und deren Nachkommen begründeten drei Linien, die das so genannte „Innere Haus“, das „Äußere Haus“ und das „Buchenbacher Haus“ bildeten. Das Innere Haus erlosch 1865 und fiel zu gleichen Teilen den beiden verbleibenden Häusern zu. Die beiden verbleibenden Linien blieben im Besitz der uralten Stammsitze Schloss Stetten am Kocher und Burg Buchenbach an der Jagst. Zweige des Geschlechts führen nach ihren Sitzen, der Burg Gabelstein und dem Schloss Bartenau, die Namen „von Gabelstein“ und „von Bartenau“.
Hermann Freiherr von Stetten (1890–1964) adoptierte 1940 den Sohn Kurt (1906–1941) seiner Schwester Mathilde Bauer, geb. Freiin von Stetten (1881–1963). Der Adoptivsohn, Vater von Wolfgang von Stetten (* 1941), führte daraufhin den Namen Freiherr von Stetten.

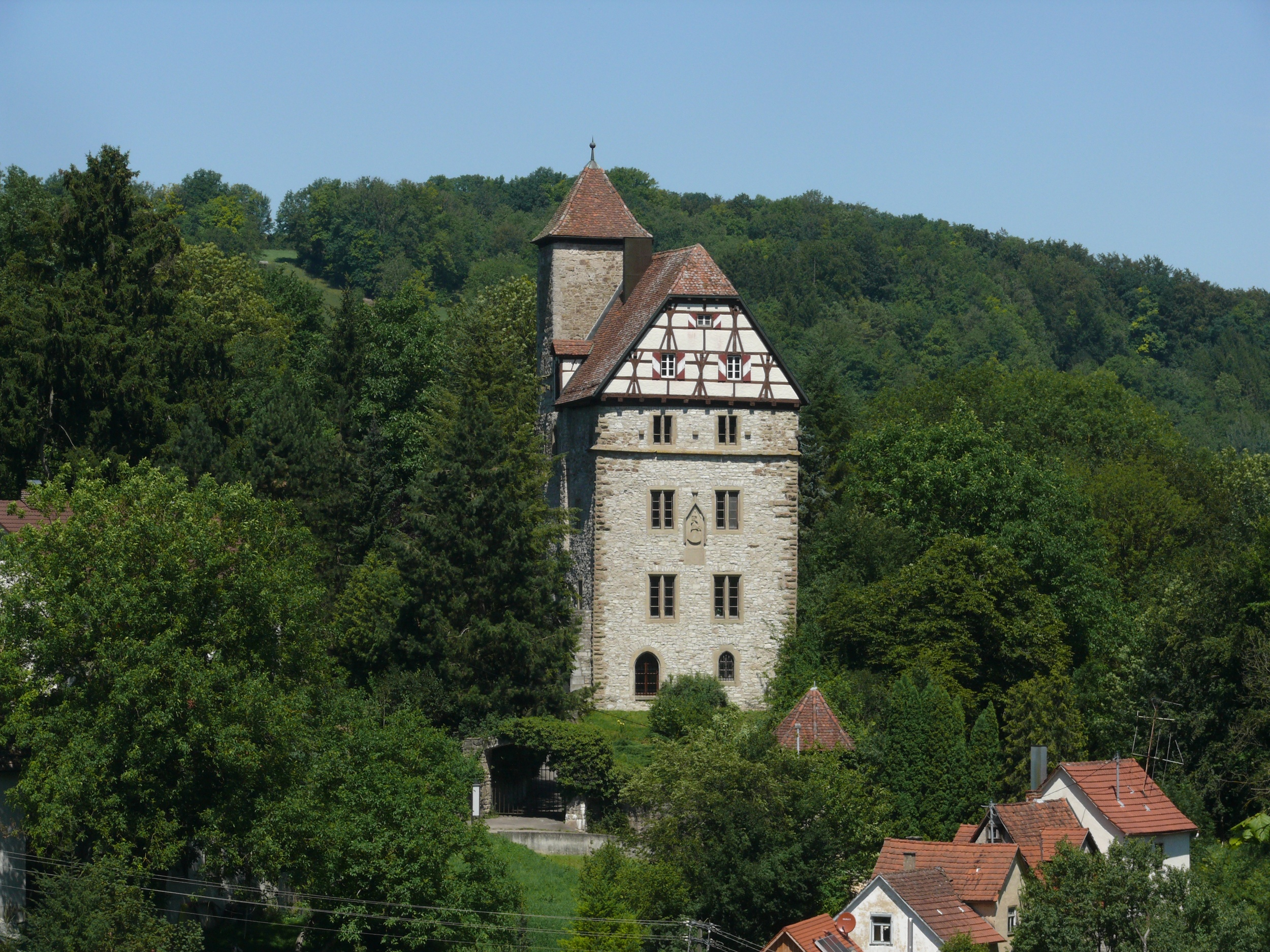
Burg Buchenbach
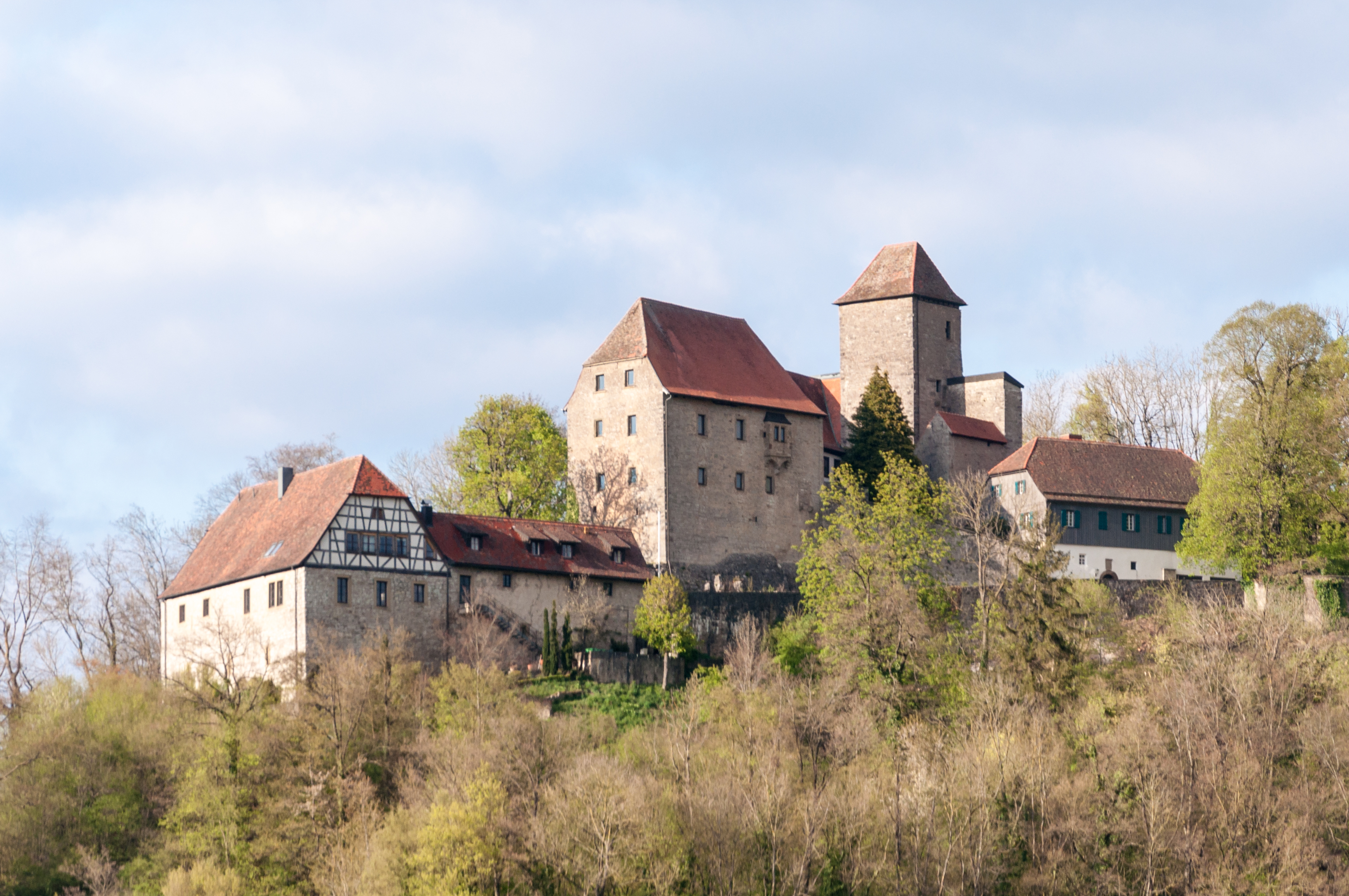
Burg Tierberg

## Bedeutende Persönlichkeiten
Das Geschlecht hat einige bedeutende Persönlichkeiten hervorgebracht. So finden sich zahlreiche Mitglieder der Familie im Deutsch-Orden aufgeführt. Zürich von Stetten war Deutschordens-Commenthur zwischen 1319 und 1327, übte die Funktion des Deutschmeisters 1329–30 aus, und war vermutlich später Provineialis Austrial. Eberhard von Stetten, Commenthur des deutschen Ordens zu Virnsberg und Nürnberg, wurde 1443 zum Deutschmeister erwählt und starb 1447. Unter seiner Regierung waren noch vier Andere des Geschlechts Mitglieder diese Ordens – Leonhard, Balthasar, Hans Conrad und Sebastian – Ritter und Commenthure. Des Weiteren ist Kilian von Stetten, Mitglied des schwäbischen Bundes und weiterer Ritter-Einungen, hervorzuheben als sehr tapferer Ritter, was sich besonders bei der Belagerung der Feste Hohengeroldsek und den Fehden mit seinen Gutsnachbarn zeigt.
Außerdem dienten Mitglieder aller der drei Linien als Offiziere in den Armeen Bayerns, Württembergs, Preußens, und des Kaisers. Christoph von Stetten, Hauptmann im Dienste Württembergs, stach besonderes durch seine Tapferkeit in den Bauernkriegen hervor. Hans Reinhard fiel 1622 in der Schlacht bei Wimpfen als Capitänlieutenant auf Seiten der fränkischen Kreistruppen. Maximilian Wilhelm Sigmund Freiherr von Stetten († 1794) war kais. österr. Feldmarschall-Leutnant und starb dann als Generalfeldwachtmeister und Gouverneur zu Würzburg. Albert Sigmund Friedrich Freiherr von Stetten († 1822) war königl. bayerischer Generalleutnant. Ludwig Freiherr von Stetten war Generalmajor im selben Krieg.
Weiterhin hatten Mitglieder der Familie verschiedene Positionen in der Verwaltung inne. So saßen Kunz und Johann von Stetten in der Reihe der Württembergischen Räte, und letzterer begleitete auch seinen Herrn, den Grafen Eberhard, auf dem Zuge nach Palästina. Ein anderer, mit Namen Hans, war Vertrauter und Rat des Herzogs Eberhard II., hinterging den Herzog jedoch regelmäßig und verbrachte deshalb einige Zeit nach dessen Absetzung in Haft. Des Weiteren war Eberhard Friedrich Freiherr von Stetten († 1782) badischer Oberhofmarschall. Leopold Wilhelm Friedrich Freiherr von Stetten war großherzoglich badischer Kammerherr.
Auch in Diensten der Kirche sind Mitglieder der Familie zu finden: Ludwig von Stetten hatte 1374 eine Position als Abt und Prälat zu Obernzell inne; Gottfried von Stetten stand 1421 als Abt dem Stift Comburg vor.

## Wappen
Das Stammwappen zeigt in Silber (oder in Gold) drei mit den Schneiden rechtsgekehrte rote Beile (2:1). Auf dem Helm mit rot-silbernen (rot-goldenen) Helmdecken eine wachsende rot bekleidete Jungfrau, in den erhobenen Händen je ein nach außen gekehrtes rotes Beil haltend.

## Liste bekannter Namensträger
- Albert Sigmund Friedrich Freiherr von Stetten († 1822), königlich bayerischer Generalleutnant
- Christian von Stetten (* 1970), deutscher Politiker, Bundestagsabgeordneter (CDU) seit 2002
- Eberhard von Stetten, Deutschmeister (1441/43–1447)
- Eberhard Friedrich Freiherr von Stetten († 1782), badischer Oberhofmarschall
- Emy von Stetten, geb. Brode (1893–1980), Oratorien- und Liedersängerin, Professorin für Musik (Musikhochschule Frankfurt/Main)
- Friedrich Gustav von Stetten-Buchenbach (1764–1808), Oberst und Kommandeur der badischen Leibgrenadier-Garde
- Leopold Wilhelm Friedrich Freiherr von Stetten (1826–1897), großherzoglich badischer Kammerherr
- Ludwig Freiherr von Stetten, Generalmajor im Ersten Weltkrieg
- Maximilian Wilhelm Siegmund von Stetten (1717–1794), kaiserlich österreichischer Feldmarschall-Leutnant, Generalfeldwachtmeister und Gouverneur zu Würzburg
- Norbert von Stetten (1885–1979), akademischer Kunstmaler, Meisterschüler von Slevogt und Liebermann
- Sigmund Heinrich zu Buchenbach (1685–1760), schwäbischer Offizier, zuletzt Generalmajor
- Wilhelm von Stetten (1820–1890), württembergischer Landtagsabgeordneter
- Wolfgang von Stetten (* 1941), Landwirt, Richter, Rechtsanwalt, Volkswirt und deutscher Bundestagsabgeordneter (CDU) von 1990 bis 2002
- Zürch von Stetten, Deutschmeister (1290–1295) und (1329–1330), auch bekannt als * Ulrich von Stetten